# 코로나 (천문학)

1999년 프랑스 개기일식 때의 사진

코로나(라틴어: corona)는 태양이나 다른 천구체의 빛나는 플라즈마 대기이다. 우주 공간으로 수백만 킬로미터 뻗어나가며, 개기일식 때 쉽게 관측할 수 있으며, 또한 코로나그래프로도 관측할 수 있다.
코로나의 흥미로운 면은 태양의 "표면"보다 거의 200배 정도 더 뜨겁다는 사실이다. 광구의 평균 온도는 5,800 K이며, 코로나의 평균 온도는 100만-300만 K이다. 하지만 코로나는 광구에 비해 10−12정도로 밀도가 낮으므로, 광구에 비해 100만분의 1 정도의 빛만을 만들어낸다. 코로나는 상대적으로 얕은 채층에 의해 광구로부터 분리된다. 코로나가 가열되는 정확한 원리는 아직 논쟁거리지만, 태양의 자기장과 아래로부터의 음압에 의해 야기된다는 설이 유력해 보인다. 하지만, 후자는 초기 항성에서도 코로나가 존재한다는 사실로 인해 약간 의문시되기도 한다. 태양 코로나의 바깥 끝부분은 태양풍에 의해 지속적으로 손실된다.
코로나는 태양 표면을 통틀어 고르게 분포되어 있지 않다. 태양이 고요한 기간에는, 코로나는 적도 영역에 한정되어 있으며, 극 지방에는 "코로나 홀"이 존재한다. 하지만, 태양이 활동하는 동안에는 코로나는 적도와 극 지방에 고루 분포하며, 흑점이 생기는 영역에서 더욱 두드러진다.
썬플레어나 거대한 태양홍염에 의해 때때로 "코로나변란"이 생겨난다. 이는 태양 바깥쪽으로 시간당 백만 km 이상 뻗어 나오는 거대한 코로나 매질의 루프이다. 이는 그 자체를 유발하는 썬플레어나 홍염에 비해 대략 10배 정도의 에너지를 지니고 있다.
태양 외의 별도 코로나를 지니고 있으며, 이는 X선 인공위성을 이용해서 관측할 수 있다. 일부 항성 코로나, 특히 젊은 별에서의 코로나는 태양의 코로나에 비해 월등히 밝다.
코로나의 높은 온도는 비정상적인 분광학적 특성을 나타내며, 이는 18세기 미지의 원소 "코로늄"이 존재할 것이라는 추측을 있게 하였다. 하지만, 이러한 분광 특성은 이미 알려진 원소가 매우 높은 이온화 상태에서 나타내는 것임이 밝혀졌다.

## 역사
1724년, 프랑스-이탈리아계 천문학자 Giacomo F. Maraldi는 일식 중에 보이는 아우라가 태양에 속한 것이며, 달에 속한 것이 아님을 인식하였다. 1809년, 스페인의 천문학자 José Joaquín de Ferrer는 '코로나'(corona)라는 용어를 만들어냈다.

## 개요
태양의 코로나는 태양을 둘러싸는 희박한 전리(電離) 가스이다. 온도는 약 100만도이고, 주성분인 수소는 완전히 전리하여 전자(電子)와 양자(陽子)로 되어 있다(따라서 수소의 스펙트럼선으로는 보이지 않는다). 광구에서 나와 있는 백색광은 이들 전자에 의해서 산란되어 흰색으로 빛나고 있으나, 그 밝기가 광구에 비해서 매우 약하기 때문에 일반적으로는 개기일식 때에만 볼 수 있다. 그러나 망원경 안에서 광구면을 감추고 인공적으로 일식을 일으킴으로써 코로나를 볼 수가 있다. 이것이 코로나 그래프(corona graph)이다. 그러나 코로나 그래프를 사용하여도 지구대기나 대기 중의 먼지에 의한 태양광의 산란이 있으므로, 높은 산이 아니면 코로나를 관측하기가 어렵다. 높은 산이라 해도 개기일식 때처럼 바깥쪽의 코로나까지 볼 수는 없다. 최근에는 코로나 그래프를 기구(氣球)에 싣고, 대기 산란이 거의 없는 상공에서 관측함으로써 일식 때와 필적할 만한 코로나 관측이 행하여지게 되었다. 한편, 전파영역에서의 관측에 의해, 지상으로부터 늘 광범위한 코로나의 상태를 알 수도 있다. 또 X선이나 초자외선 영역에서는 광구에 비하여 코로나로부터의 방사가 크므로, 광구를 배경으로 하여도 코로나의 관측이 가능하다. 따라서 인공위성에 의한 코로나의 상시(常時) 관측이 행하여지기 시작하였다. 코로나 그래프에 의한 코로나 관측은 전자에 의한 산란광(散亂光)으로 하는 수도 있는데, 철·칼슘·니켈 등이 내는 선(線)스팩트럼이 주로 사용된다. 이들 원자는 100만도의 온도에서도 아직 완전히 전리되지 않으므로, 코로나 속에서 원자 특유의 선스펙트럼을 방사하고 있다. 코로나의 상태는 태양의 활동 주기에 따라 변동한다. 일식 때 볼 수 있는 코로나의 모양은, 태양 활동이 쇠퇴한 시기에는 적도를 따라 길쭉하게 동서 방향으로 뻗어 보이나, 활동기에 흑점이나 백반 등이 있는 활동 영역의 상공에 발달한 코로나가 뻗어 있고, 꽃잎 모양의 코로나가 보인다. 코로나는 정상적(定常的)인 것은 아니며, 코로나의 가스는 끊임없이 밖으로 흘러 나오고 있어, 지구에도 약 300km／sec의 속도로 불어 닥치고 있다. 이것을 태양풍이라 한다. 따라서 태양면에서 코로나에 끊임없이 가스를 보급하지 않는다면 태양대기는 1개월 가량이면 없어지고 말 것이다. 또 코로나의 온도를 10만도로 유지하기 위해서는 에너지를 보급하지 않으면 안 된다. 이 에너지는 태양면에 발생하는 음파(音波)에 의해서 코로나로 운반된다고 생각되고 있다.

## 코로나 가열 문제
코로나 가열 문제는 천문학과 천체물리학에서 태양 코로나의 온도가 태양 표면의 온도에 비해 수백만 K이 더 높은 이유가 무엇인가 하는 문제이다. 5800 K 정도의 태양 광구나 표면으로부터, 훨씬 더 뜨거운 즉 100만 - 300만 K의(일부 영역은 1,000만 K에 이르기도 한다) 코로나로 직접적으로 열이 전달 되는 것은 열역학 제2법칙에 위배된다. 즉, 태양 내부로부터 코로나로 에너지가 전달되기 위해서는 비-열적 과정이 필요하다. 태양 코로나를 가열시키기에 필요한 에너지의 양은 쉽게 계산된다. 태양 표면의 1 제곱미터당 1 kW 다시 말해 태양으로부터 방출되는 빛 에너지의 40,000분의 1 정도이다.
이러한 현상은 "파동가열"에 의한 것으로 밝혀졌다.
1949년 Evry Schatzman에 의해 제안된 파동가열 이론은 파가 태양 내부서 태양 채층이나 코로나로 에너지를 전달한다고 설명한다. 태양은 일반적인 가스가 아닌 플라스마로 이루어져 있으며 이는 공기에서의 음파처럼 여러 종류의 파를 전달한다. 가장 중요한 파는 자기음향파와 알페인파이다. 자기-음향파는 자기장에 의해 변형된 음파이며, 알페인파는 플라스마 내부의 매질과의 상호작용에 의해 변형된 ULF 라디오파와 유사한 파이다. 두 파 모두 태양 광구의 쌀알조직이나 초대형 쌀알조직의 난류에 의해 발생할 수 있으며, 두 파 모두 충격파로 변해서 에너지를 열로 소모하기 전에 태양 대기를 통과해 일정 거리 너머로 에너지를 전달할 수 있다.
파동 가열에 있어서 하나의 문제는 열을 적당한 장소에 전달하는 것이다. 자기 음향파는 채층을 통과해 코로나로 충분한 에너지를 전달하지 못하는데, 채층에서의 낮은 압력 때문이기도 하며, 광구로 반사되는 특성 때문이기도 하다. 알페인파는 충분한 에너지를 전달할 수는 있지만, 코로나에 들어서자마자 급격히 에너지를 소모해버린다. 플라스마 내부에서의 파는 이해하고 분석적으로 묘사하기 어렵기로 악명이 높다. 하지만, 2003년 Thomas Bogdan등은 컴퓨터 시뮬레이션을 통해, 코로나의 밑바닥에서 알페인파가 다른 형태의 파로 변할 수 있다는 것과, 이러한 파형의 변동은 광구로부터 충분히 많은 에너지를 코로나로 전달하고, 코로나에서 열로 변할 수 있다는 것을 보여주었다.
파동 가열에서의 다른 문제는 1990년대 후반까지도 파가 태양 코로나를 통해 전달될 수 있다는 어떠한 직접적인 증거도 없었다는 것이다. 파가 태양 코로나를 통해 전달된다는 최초의 관측은 1997년 소호 태양 관측 위성을 통해 이루어졌다. 이 소호 위성은 태양을 극자외선의 영역에서 안정된 측광으로 오랜 시간 관측할 수 있는 최초의 시스템이었다. 약 1 헤르츠의 자기음향파가 관측되었는데, 이는 코로나를 가열하기에 충분한 에너지의 10%정도만 전달할 수 있다. 또한 알페인파와 같은 파가 썬플레어에 의해 국지적으로 생겨나 존재한다는 것이 많이 관측되었는데, 이는 불규칙적이며, 균일한 코로나 온도를 설명하기에는 부족하다.
얼마나 많은 파 에너지가 코로나를 가열하는 것이 가능한지 아직은 알려지지 않았다. 2004년 TRACE 위성에서 얻은 결과에 따르면, 태양 대기에는 100 mHz정도의 파가 존재한다는 것이다. 소호 태양 관측 위성의 UVCS 기기를 이용한 태양풍 속의 이온의 온도 측정은 200 Hz 정도의 높은 주파수를 지니는 파가 있다는 간접 증거를 제시한다. 이는 인간의 가청 주파수 범위이다. 이러한 파는 일반적인 환경에서는 판독하기 매우 힘들지만, 윌리엄스 대학 연구진들에 의한 일식시의 연구에 따르면 1-10 Hz의 파도 존재할 가능성이 있다고 한다.
미국 컬럼비아대 마이클 한과 울프 사빈 연구팀은 태양 극지역 코로나에서 발생하는 자기장 파동이 코로나 온도를 상승시키고 전 코로나층으로 확산시킬 수 있을 정도의 에너지를 가지고 있다는 관측 결과를 발표했다.